# Griffin Dunne
Thomas Griffin Dunne (n. 8 iunie 1955, New York City, New York, SUA) este un actor, producător de film și regizor de film american. Dunne a studiat actoria la Neighborhood Playhouse School of the Theatre din New York.

## Primii ani
Dunne s-a născut la New York, ca fiu al lui Ellen Beatriz (născută Griffin) și Dominick Dunne. El este fratele mai mare al lui Alexander și Dominique Dunne. Mama lui a fondat organizație pentru drepturile victimelor Justice for Homicide Victims după uciderea lui Dominique în 1982. Tatăl său a fost un producător, scenarist și actor. El este, de asemenea, nepotul lui John Gregory Dunne și Joan Didion. A crescut în Los Angeles și a urmat Școala Fay din Southborough, Massachusetts și apoi a mers la liceu în Colorado Springs, Colorado, unde a dezvoltat un interes față de actorie, jucând în mai multe piese de teatru școlare. El a fost programat să apară într-o producție școlară a piesei Othello, dar în ajunul spectacolului a fost prins fumând marijuana de către un profesor. El a fost imediat exmatriculat și curând după aceea s-a mutat înapoi la New York pentru a-și începe cariera de actor.

## Carieră

### Actor
Dunne și-a început cariera profesională de actor la vârsta de 19 ani, cu un mic rol în The Other Side of the Mountain în 1975. De atunci, a apărut atât în filme, cât și la televiziune, jucând în Un vârcolac american la Londra (1981) ca Jack Goodman, Johnny Dangerously (1984) ca Tommy Kelly, After Hours (1985) ca Paul Hackett, Cine-i fata? (1987) ca Loudon Trott într-un rol opus Madonna, My Girl (1991) ca Jake Bixler, Quiz Show (1994) ca director executiv, Game 6 (2005) ca Elliott Litvak și I Like It Like That (1994) ca Stephen Price. Dunne l-a interpretat, de asemenea, pe dr. Vass, jucând alături de Matthew McConaughey în filmul Dallas Buyers Club nominalizat în 2013 la Premiul Oscar.
A apărut în mai multe seriale TV printre care Frasier, Saturday Night Live, Alias și Law & Order: Criminal Intent (episoadele 5, 118, 128). L-a interpretat pe Tony Mink în comedia Trust Me pe TNT. În 2012, Dunne a fost actor invitat, jucând rolul consultantului de management Marco Pelios în șapte episoade al primului sezon al serialului TV House of Lies.

### Producător
În 1995, Griffin Dunne a fost nominalizat la Premiul Oscar pentru cel mai bun scurt metraj pentru Duke of Groove, pe care l-a regizat după propriul scenariu. El a împărțit nominalizarea cu producătorul Thom Colwell. Împreună cu partenera sa, actrița/producătoare Amy Robinson, el a produs mai multe filme, printre care Baby It's You, After Hours, de Running on Empty și Game 6 prin compania lor, Double Play Productions.

### Regizor
Debutul regizoral al lui Dunne a avut loc în 1995 în scurtmetrajul Duke of Groove. De atunci, el a regizat cinci filme de lung metraj, printre care Addicted to Love (1997) și Practical Magic (1998). El a regizat, de asemenea, un segment al filmului antologie Movie 43 (2012). Dunne produs și regizat Joan Didion: The Center Will Not Hold (2017), un documentar despre mătușa lui, scriitoarea Joan Didion, pe care Dunne o intervievează și alături de care apare pe ecran.

## Viața personală
Din 1989 până în 1995 a fost căsătorit cu actrița americană Carey Lowell, cu care are o fiică, actrița Hannah Dunne.
În iulie 2009 s-a căsătorit cu a doua soție, Anna Bingemann, o creatoare de modă australiană.

## Filmografie
| An   | Film                                      | Activitate desfășurată | Activitate desfășurată | Activitate desfășurată | Activitate desfășurată            |
| An   | Film                                      | Regizor                | Producător             | Actor                  | Rol                               |
| ---- | ----------------------------------------- | ---------------------- | ---------------------- | ---------------------- | --------------------------------- |
| 1975 | The Other Side of the Mountain            |                        |                        | Da                     | Herbie Johnson                    |
| 1979 | Head Over Heels                           |                        | Da                     | Da                     | Dr. Mark                          |
| 1981 | An American Werewolf in London            |                        |                        | Da                     | Jack Goodman                      |
| 1981 | The Fan                                   |                        |                        | Da                     | Production Assistant              |
| 1983 | Baby It's You                             |                        | Da                     |                        |                                   |
| 1983 | Cold Feet                                 |                        |                        | Da                     | Tom Christo                       |
| 1984 | Johnny Dangerously                        |                        |                        | Da                     | Tommy Kelly                       |
| 1985 | After Hours                               |                        | Da                     | Da                     | Paul Hackett                      |
| 1985 | Almost You                                |                        |                        | Da                     | Alex Boyer                        |
| 1987 | Amazon Women on the Moon („Hospital”)     |                        |                        | Da                     | Doctor                            |
| 1987 | Who's That Girl                           |                        |                        | Da                     | Louden Trott                      |
| 1988 | The Big Blue                              |                        |                        | Da                     | Duffy                             |
| 1988 | Me and Him                                |                        |                        | Da                     | Bert                              |
| 1988 | Running on Empty                          |                        | Da                     |                        |                                   |
| 1990 | White Palace                              |                        | Da                     |                        |                                   |
| 1990 | Secret Weapon                             |                        |                        | Da                     |                                   |
| 1991 | My Girl                                   |                        |                        | Da                     | Mr. Jake Bixler                   |
| 1991 | Once Around                               |                        | Da                     | Da                     | Rob                               |
| 1992 | Big Girls Don't Cry... They Get Even      |                        |                        | Da                     | David                             |
| 1992 | Straight Talk                             |                        |                        | Da                     | Alan Riegert                      |
| 1993 | Naked in New York                         |                        |                        | Da                     | Auditioner                        |
| 1993 | The Pickle                                |                        |                        | Da                     | Planet Cleveland Man (uncredited) |
| 1994 | I Like It Like That                       |                        |                        | Da                     | Stephen Price                     |
| 1994 | Quiz Show                                 |                        |                        | Da                     | Geritol Account Executive         |
| 1995 | The Android Affair                        |                        |                        | Da                     | Teach / William                   |
| 1995 | Search and Destroy                        |                        |                        | Da                     | Martin Mirkheim                   |
| 1996 | Duke of Groove                            | Da                     |                        |                        |                                   |
| 1996 | Joe's Apartment                           |                        | Da                     |                        |                                   |
| 1997 | Dependenți de dragoste (Addicted to Love) | Da                     |                        |                        |                                   |
| 1998 | Ce vrăji mai fac fetele (Practical Magic) | Da                     |                        |                        |                                   |
| 2000 | Famous                                    | Da                     |                        | Da                     | Andrew                            |
| 2001 | Piñero                                    |                        |                        | Da                     | Agent                             |
| 2001 | Sam the Man                               |                        |                        | Da                     | Man in Bathroom                   |
| 2002 | 40 Days and 40 Nights                     |                        |                        | Da                     | Jerry Anderson                    |
| 2002 | Cheats                                    |                        |                        | Da                     | Mr. Davis                         |
| 2002 | Warning: Parental Advisory                |                        |                        | Da                     | Frank Zappa                       |
| 2002 | What Leonard Comes Home To                |                        |                        | Da                     | Leonard                           |
| 2003 | Stuck on You                              |                        |                        | Da                     | Himself                           |
| 2005 | Oameni și secrete (Fierce People)         | Da                     | Da                     |                        |                                   |
| 2005 | Game 6                                    |                        | Da                     | Da                     | Elliott Litvak                    |
| 2006 | The Bondage                               |                        |                        | Da                     | Dr. Simon                         |
| 2006 | Your Product Here                         | Da                     |                        |                        |                                   |
| 2007 | Snow Angels                               |                        |                        | Da                     | Don Parkinson                     |
| 2008 | Un soț în plus (The Accidental Husband)   | Da                     |                        |                        |                                   |
| 2008 | The Great Buck Howard                     |                        |                        | Da                     | Jonathan Finerman                 |
| 2009 | Shrink                                    |                        |                        | Da                     | (uncredited)                      |
| 2010 | Last Night                                |                        |                        | Da                     | Truman                            |
| 2011 | Fugly!                                    |                        |                        | Da                     | Jefferey                          |
| 2012 | The Discoverers                           |                        |                        | Da                     | Lewis Birch                       |
| 2013 | Broken City                               |                        |                        | Da                     | Sam Lancaster                     |
| 2013 | Blood Ties                                |                        |                        | Da                     | McNally                           |
| 2013 | Movie 43                                  | Da                     |                        |                        |                                   |
| 2013 | Dallas Buyers Club                        |                        |                        | Da                     | Dr. Vass                          |
| 2014 | Rob the Mob                               |                        |                        | Da                     | Dave Lovell                       |
| 2014 | Mania Days                                |                        |                        | Da                     | George                            |
| 2014 | Tumbledown                                |                        |                        | Da                     |                                   |
| 2016 | My Dead Boyfriend                         |                        |                        | Da                     | Joey Lucas / Nick McCrawley       |
| 2017 | War Machine                               |                        |                        | Da                     | Ray Canucci                       |
| 2017 | Joan Didion: The Center Will Not Hold     | Da                     | Da                     |                        |                                   |
| TBA  | Gore                                      |                        |                        | Da                     | Leonard Bernstein                 |